# Massacre de Mueda

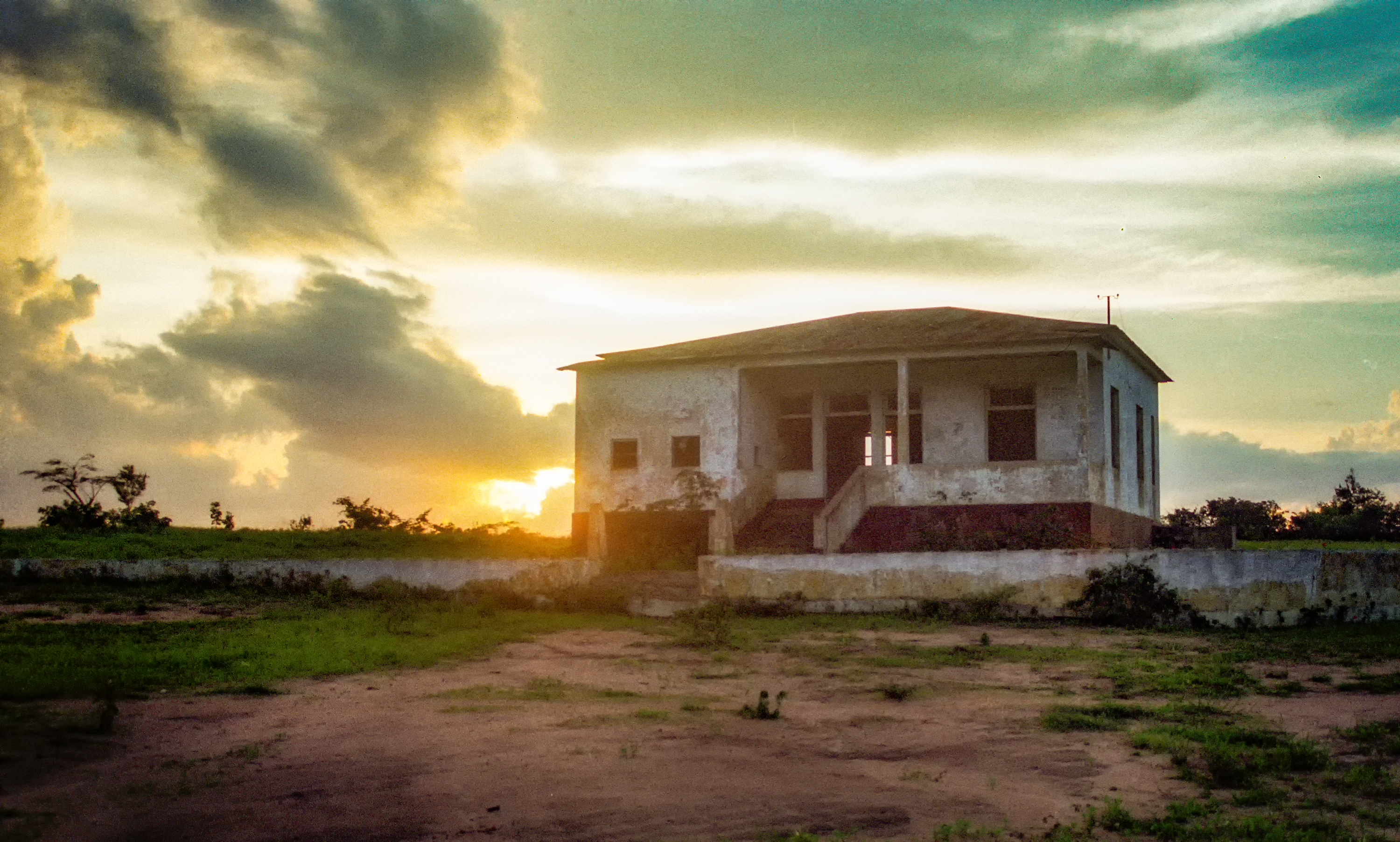
Edifício da administração, em frente do qual o massacre teve lugar

O Massacre de Mueda, a 16 de junho de 1960, foi um dos últimos episódios da resistência dos moçambicanos à dominação colonial portuguesa, antes do desencadear da luta armada de libertação nacional.
Naquela data, realizou-se uma reunião, entre a população do atual distrito de Mueda e a administração colonial, que terminou com a morte, a tiros, de um número indeterminado de moçambicanos. De acordo com algumas fontes, a reunião teria sido pedida pela MANU, uma organização que pretendia a independência daquela região de Moçambique, e acordada com a Administração, não sendo muito clara a razão dos disparos. Pensa-se que poderia ter sido uma demonstração de força por parte das autoridades coloniais para dissuadir os moçambicanos de lutarem pela independência.
Depois da independência, o dia 16 de junho passou a ser comemorado. Foi nesta data, em 1980, que se inaugurou a nova moeda nacional de Moçambique, o metical.

## Filmografia
Em 1980, foi lançado o filme Mueda, Memória e Massacre, dirigido por Ruy Guerra.